# Pirata praedo
Pirata praedo este o specie de păianjeni din genul Pirata, familia Lycosidae, descrisă de Kulczynski, 1885. Conform Catalogue of Life specia Pirata praedo nu are subspecii cunoscute.